# フランソワ・プルーム
フランソワ・ユベール・プルーム（フランス語: François Hubert Prume、1816年6月3日 – 1849年7月14日）は、ベルギーのヴァイオリニスト・作曲家である。

## 経歴
1816年、現リエージュ州スタヴロ(Stavelot)で生まれた。17歳でリエージュ王立音楽院のヴァイオリン科教授を務めた。教え子には、ユベール・レオナールの他、自身の甥フランツ・イェヒン＝プルームなどがいる。コンサート・ツアーで欧州諸国の首都を巡り、時にはフランツ・リストとも共演した。
「ゴータ公のヴィルトゥオーソ」の名誉称号まで与えられたが、33歳の若さでコレラにより亡くなり、リエージュのロベルモン墓地に埋葬された。故郷スタヴロにある旧修道院の大広間にその名を残している。

## 主な作品
- ヴァイオリン協奏曲 作品4
- ル・プティ・サヴォヤード
- La Melancholie 作品1 - バレエ作品『ナポリ』第二幕で使用されている。